# کلاوردیل، شهرستان موبایل، آلاباما
کلاوردیل (به انگلیسی: Cloverdale) یک منطقهٔ مسکونی در ایالات متحده آمریکا است که در شهرستان موبایل، آلاباما واقع شده‌است. کلاوردیل ۱۵٫۸۵ متر بالاتر از سطح دریا واقع شده‌است.